# Karaszuki járás

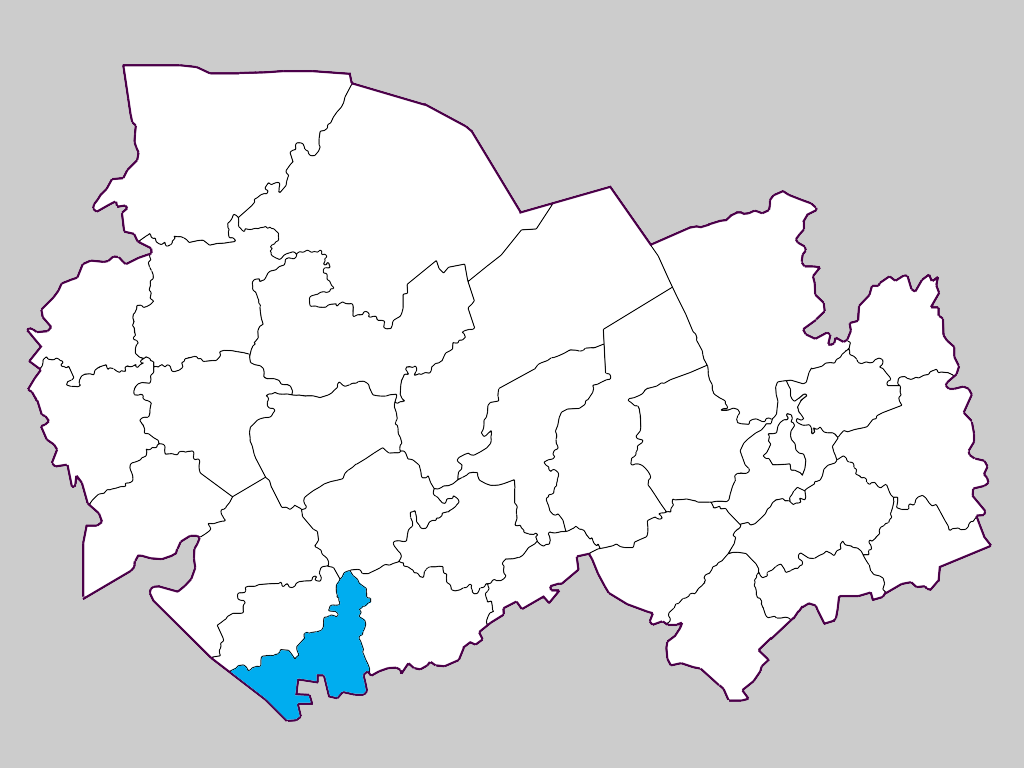
A Karaszuki járás a Novoszibirszki területen

A Karaszuki járás (oroszul Карасукский район) Oroszország egyik járása a Novoszibirszki területen. Székhelye Karaszuk.

## Népesség
- 1989-ben 50 374 lakosa volt.
- 2002-ben 48 548 lakosa volt, melynek 82,8%-a orosz, 6,6%-a német, 5,9%-a ukrán, 4,3%-a kazah.
- 2010-ben 46 262 lakosa volt, melyből 38 986 orosz (85,6%), 2 161 német (4,8%), 1 809 kazah (4%), 1 633 ukrán (3,6%), 372 tatár (0,8%), 120 örmény (0,3%), 94 fehérorosz (0,2%), 49 azeri, 33 cigány, 33 csuvas, 22 üzbég, 20 mordvin, 19 moldáv, 17 koreai, 16 mari, 15 csecsen, 13 lengyel, 11 litván, 11 udmurt, 10 kirgiz, 10 tadzsik stb.